# Остальное — молчание (фильм)
«Остальное — молчание» (рум. Restul e tăcere) — румынский фильм, снимавшийся в 2007 году.

## Сюжет
Действие происходит в Бухаресте в 1911 году. Нелегко иметь выдающегося отца. Молодой Григоре — сын одной знаменитости Национального Театра, имеющему историю в 100 лет. Но его самостоятельность несколько разочаровывает. Он слишком плох для сцены, слишком робок с женщинами, ведёт, по мнению отца, чрезмерно плохой образ жизни. И сын собирается совершить финансовую ошибку в глазах своего отца и непростительный грех — снять кино!

## Роли
- Мариус Флоря Византе — Григоре Урсаке
- Овидиу Никулеску — Леон Негреску
- Мирела Зеца — Эмилия
- Михай Груя Санду — Янку Урсаке
- Валентин Попеску — Катаржиу
- Нику Михок — Антон В.
- Сильвиу Бириш — Раоул
- Гаврил Пэтру — Камераман
- Влад Замфиреску — Нуцу Ферфиде
- Самуел Тастет — Raymond Duffin
- Флорин Замфиреску — Полковник Гуцэ
- Александру Хаснаш — Карол I
- Иоана Булкэ — Aristizza
- Василе Албинец — Капитан
- Раду Бынзару — Майор Бужор
- Дан Нановяну — Неа Гуси
- Габриел Спахиу — Господин
- Михай Бендяк — Газетчик
- Нае Каранфил — хромой профессор консерватории
- Константин Дицэ
- Марчел Хоробец

## Награды
- 2009: 9 премий Гопо среди которых Гопо за лучший фильм, За лучший сценарий, Лучшая постановка и т. д.